# Amerikaans turnschandaal
Het Amerikaans turnschandaal draait rond het stelselmatige seksueel misbruik van vrouwelijke atleten - voornamelijk minderjarigen ten tijde van de incidenten - gedurende meer dan twee decennia in de Verenigde Staten, te beginnen aan het eind van de jaren 1990. Meer dan 368 personen beweerden dat ze waren misbruikt of mishandeld "door eigenaars van sportscholen, coaches en personeelsleden die voor turnprogramma's in het hele land werkten". Vooral de nationale teamarts van de Amerikaanse turnbond, Larry Nassar, is genoemd in honderden rechtszaken die zijn aangespannen door atleten die zeiden dat Nassar gedurende ten minste 14 jaar seksueel misbruik heeft gepleegd onder het mom van medische behandelingen. Sinds het schandaal voor het eerst werd gemeld door The Indianapolis Star in september 2016, hebben meer dan 265 vrouwen, onder wie McKayla Maroney, Alexandra Raisman, Gabrielle Douglas, Simone Biles en Madison Kocian Nassar ervan beschuldigd hen seksueel te hebben misbruikt. Het is een van de grootste schandalen rond seksueel misbruik in de sportgeschiedenis.
In 2017 bekende Nassar schuldig te zijn aan het in bezit hebben van kinderpornografie en aan tien gevallen van aanranding. Hij werd uiteindelijk tot 60 jaar veroordeeld in de kinderpornografiezaak en tot 175 jaar voor seksueel misbruik.
De Amerikaanse turnbond en Michigan State University - waar Nassar werkte als arts - zijn ervan beschuldigd het misbruik van Nassar mogelijk te hebben gemaakt. De MSU werd hiervoor beboet. Naast Nassar waren ook andere coaches in de VS betrokken bij het schandaal, in onder meer de staten Michigan, Pennsylvania, Californië, Rhode Island en Indiana.
HBO maakte een documentaire over de zaak-Nassar. Tevens maakte Netflix een film over het misbruik.